# Fritz Bauer Institut
Il Fritz Bauer Institut di Francoforte sul Meno è un'istituzione educativa e di ricerca storica e interdisciplinare indipendente che esamina e documenta la storia dei crimini di massa, in particolare quelli perpetrati durante l'Olocausto. Dal 2000 è affiliato all'Università Goethe di Francoforte, che nel 2017 ha inaugurato un corso di studio sulla storia e sull'impatto dell'Olocausto, diretto proprio dal Fritz Bauer Institut.

## Funzionalità
L'istituto conduce ricerche interdisciplinari sulla storia e sull'impatto dei crimini di massa nazionalsocialisti e ne comunica i risultati a un vasto pubblico, rappresentando un'interfaccia tra la formazione della teoria scientifica e la pratica culturale. Svolge progetti di ricerca e organizza mostre, convegni specialistici ed educativi, scolastici ed extracurriculari. L'Istituto pubblica regolarmente ricerche scientifiche in diverse collane, tra cui un bollettino annuale contenente articoli incentrati su diversi temi e una sezione di revisione dettagliata.

## Storia

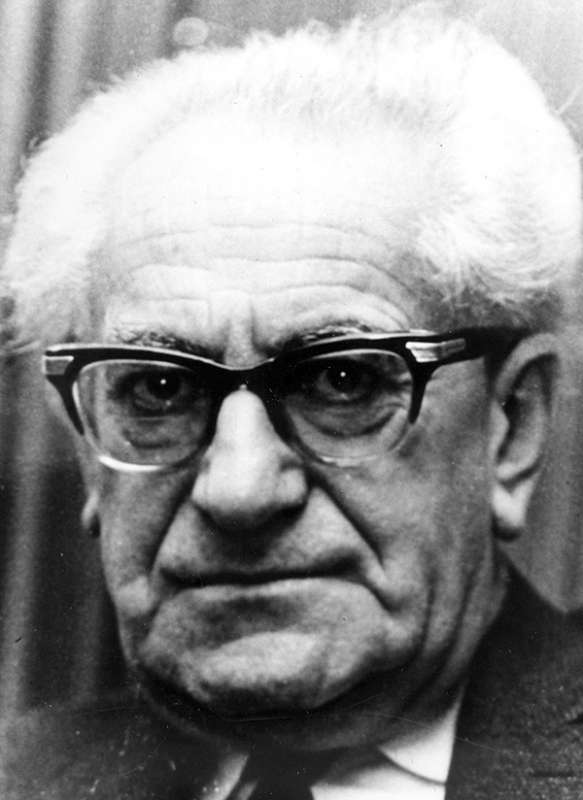
Il giurista tedesco Fritz Bauer, a cui è intitolato l'istituto di ricerca

Il Fritz Bauer Institut è stato fondato il 1º gennaio 1995, 50 anni dopo la liberazione dei lager e dei campi di sterminio nazisti, ed è dedicato al procuratore generale dell'Assia Fritz Bauer, ebreo emigrato, riformatore giudiziario democratico e iniziatore del processo di Francoforte.
Colpito dalla visita al memoriale di Yad Vashem a Gerusalemme nel 1989, l'allora sindaco di Francoforte Volker Hauff propose di realizzare un centro dell'Olocausto nella "terra degli autori". Nel 1992 l'idea venne presentata da Hanno Loewy insieme al rapporto finale del gruppo di pianificazione istituito per conto dell'assessorato alla cultura e al tempo libero della città di Francoforte. Dopo diversi anni di lavoro preparatorio da parte dell'ufficio del Fritz Bauer Institut, nel gennaio 1995 venne fondata la Fondazione Fritz Bauer.
Fino al 2000 il direttore dell'istituto è stato Hanno Loewy, poi gli sono succeduti i registi Micha Brumlik (2000-2005), Dietfrid Krause-Vilmar (regista, 2005-2007), Raphael Gross (2007-2015) e Werner Konitzer (regista, 2015-2017). Dal 2017 l'incarico viene mantenuto da Sybille Steinbacher, la quale detiene anche la cattedra di ricerca sulla storia e sugli effetti dell'Olocausto presso l'Università Goethe.

## Struttura
Ad agosto 2019 l'istituto contava quasi 1000 membri in Germania e all'estero. Le attività vengono finanziate e consigliate dal suo comitato consultivo scientifico interdisciplinare.
L'archivio del Fritz Bauer Institut conserva i documenti prodotti nell'ambito del lavoro dell'Istituto dal 1995, raccoglie materiale di istituzioni statali e private sui principali temi e aree di ricerca, nonché lasciti di importanti personalità. Esso fornisce informazioni su indagini storiche e offre supporto per quanto riguarda il materiale di altri archivi pubblici.
L'istituto dispone anche di una propria biblioteca contenente circa 13.000 libri e altri media sulla storia e sugli effetti dell'Olocausto. Dal 17 novembre 2000 è stato ufficialmente riconosciuto come istituzione educativa e opera come istituto culturale indipendente con numerosi istituti di ricerca scientifica, siti commemorativi e musei di tutto il mondo. Dal 1995 è membro del gruppo di lavoro degli istituti culturali indipendenti. 

## Premi
- 2013: Premio Ignatz Bubis per la comprensione della città di Francoforte sul Meno.
- 2013: Medaglia Buber-Rosenzweig (insieme a Mirjam Pressler)
- 2018: Premio Georg-August-Zinn dell'SPD di Hessen per la promozione dello stato di diritto, della democrazia e della coesione sociale (insieme al procuratore generale D. Gerhard Wiese)